# Clytina giraudi
Clytina giraudi is een vliesvleugelig insect uit de familie Signiphoridae. De wetenschappelijke naam is voor het eerst geldig gepubliceerd in 1957 door Erdös.